# Wie kommen wir da wieder raus?
Wie kommen wir da wieder raus? (Arbeitstitel Womit haben wir das verdient 2) ist ein österreichischer Spielfilm von Eva Spreitzhofer (Drehbuch und Regie) aus dem Jahr 2023 mit Caroline Peters und Simon Schwarz. Die Filmkomödie ist eine Fortsetzung von Womit haben wir das verdient? (2018).

## Handlung
Die feministische und atheistische Chirurgin Wanda wünscht sich ein harmonisches Weihnachtsfest mit der Patchwork-Familie, während sich ihr Vater in Zeiten der COVID-19-Pandemie als Verschwörungstheoretiker engagiert und daher zum Fest nicht eingeladen ist. Wanda versucht insbesondere, hinsichtlich der unterschiedlichen Ernährungs- und Konsumgewohnheiten, wie regional, glutenfrei, laktosefrei, vegan und halal, es allen recht zu machen. Beim Christbaum handelt es sich um einen zertifizierten Bio-Baum.
Für Sissys Tochter wurden sowohl Tonys Bruder Peter als Weihnachtsmann als auch Elke als Weihnachtsfrau eingeladen. Es taucht die Frage auf, ob der Weihnachtsmann genderfluid ist. Peter, der seine Ex Elke um 10.000 Euro betrogen haben soll, will seine neue Freundin Ivana der Familie vorstellen, die Spanferkel mitbringt. Wanda jedoch möchte, dass die Weihnachtsfeier nachhaltig ist und kein Fleisch gegessen wird, weil der Fleischkonsum einen erheblichen Teil der Klimaerwärmung verursacht. Harald, der Ex-Mann von Wanda, der mit seiner Ex seit der Pandemie Jahre nach der Scheidung wieder gelegentlich Geschlechtsverkehr hat, würde allerdings gerne Fleisch essen, eventuell ist es ja Biofleisch. Edgar studiert auf der BOKU, Tony macht mit ihm gemeinsam vegane Klimakleber-Sache.
Wandas Tochter Nina veranstaltet einen Pronomenrunde, bei der jede anwesende Person mitteilt, ob sie als Mann, Frau oder nonbinär gelesen werden möchte. Nina sieht sich als genderfluid, ihre Pronomen sind they/them. Sie fühlt sich im Körper eines Mannes unwohl und plant eine Transition zum Transmann. Nachdem die anderen sie nicht verstehen, unterstellt sie diesen Mansplaining und transphob zu sein. Edgar gibt an, dass er als Mädchen aufgezogen wurde, bis er seine Transition hatte. Wandas zweite Tochter Klara ist der Meinung, dass Nina ein Aufmerksamkeitsproblem hat. Klara kündigt an, Edgar zu heiraten zu wollen, weil es romantisch sei. Wanda dagegen findet, das Heirat eine rechtliche Bindung ohne Not sei.
Nachdem die Gäste über vegane Industriefleischersatzprodukte diskutieren und sich über Wandas rein pflanzliche Kürbisgans lustig machen, laut Tony nach einem Rezept aus dem Darknet, schmeißt sie die Reste aus dem Fenster. Ivana schlägt daraufhin einen Verdauungsschnaps vor. Wandy erklärt, dass es das letzte Mal war, dass Weihnachten bei ihr gefeiert wurde. Sissy bietet ihr an, im nächsten Jahr das Weihnachtsfest auszurichten und die Wohnung zwischen Sissy und Harald sowie Wanda und Tony zu tauschen, weil Wandas Kinder bereits aus dem Haus sind und deren Wohnung mehr Platz bieten würde.
Tony und Peter diskutieren mit allen anderen ihre Geschäftsideen. Während Tony veganen Superkleber für Klimakleber bevorzugt, schlägt Peter Sperma von Ungeimpften vor, für Frauen, die ihre zukünftigen Kinder schützen wollen. Wanda gesteht Tony, dass er ihr fehlt, er meint, dass sie aufhören solle, mit Harald zu schlafen. Sissy ist polyamor, schläft mit ihrem Reiki-Lehrer und ist Heilpraktikerin, was laut Wanda in Österreich verboten ist, und macht Impfausleitungen. Wanda vermutet, dass Sissys Klienten auch jene Personen sind, die ihr Morddrohungen wegen der COVID-19-Impfungen senden. Ivana möchte Peter heiraten, damit sie in Österreich bleiben kann. Der Abend endet schließlich mit einem fröhlichen Tanz.

## Produktion und Hintergrund
Die Dreharbeiten fanden an 27 Drehtagen von Ende März  bis zum 5. Mai 2023 in Wien statt.
Unterstützt wurde die Produktion vom Österreichischen Filminstitut und vom Filmfonds Wien, beteiligt war der Österreichische Rundfunk. Produziert wurde der Film von der österreichischen Mona Film der Produzenten Thomas Hroch und Gerald Podgornig. Den Vertrieb übernahm in Österreich die  Luna Filmverleih GmbH.
Die Kamera führte Eva Testor, die Musik schrieb Iva Zabkar, die Montage verantwortete Alarich Lenz. Den Ton gestaltete Claus Benischke-Lang, das Kostümbild Martina List, das Szenenbild Katrin Huber und Gerhard Dohr und die Maske Martin Geisler und Ines Steininger.

## Veröffentlichung
Premiere der Filmkomödie war am 28. November 2023 im Wiener Gartenbaukino. Am 30. November 2023 kam der Film in die österreichischen Kinos.
Die Deutschland-Premiere war im Spielfilmwettbewerb des Filmkunstfests Mecklenburg-Vorpommern Anfang Mai 2024.
Die beiden Filmkomödien Womit haben wir das verdient? (2018) und Wie kommen wir da wieder raus? (2023) wurden von Eva Spreitzhofer zu einer 80-minütigen Bühnenfassung komprimiert und im November 2024 auf die Bühne des Landestheaters Niederösterreich in St. Pölten gebracht.
Im ORF wurde der Film am 19. Dezember 2024 erstmals ausgestrahlt.

## Rezeption
Valerie Dirk meinte auf DerStandard.at, dass das verrückte Chaos insgesamt so wirke, also ob sich hier ein paar Freunde und Freundinnen zum Filmemachen getroffen hätten und dabei eine echt gute Zeit hatten. Durch das tolle Ensemble fahre einem der Witz nicht selten in die diskursmüden Knochen.
Julia Schafferhofer bewertete den Film in der Kleinen Zeitung mit vier von fünf Punkten. Konträre Weltsichten entzündeten sich hier wie Sprühkerzen und zögen sich mit aufgeputzten Pointen durch die starbesetzte Produktion. Caroline Peters dürfe ihr ungemein komödiantisches Talent ausspielen. Es sei ein Fest der Grabenkämpfe mit köstlichen Dialogen und tröstlichem Ausgang.
Oezguer Anil vergab auf film.at ebenfalls vier von fünf Sterne und bezeichnete den Film als „Weihnachtskomödie mit Herz und Hirn“. Mit klugen Pointen und leichtfüßigem Humor würden heikle Themen witzig aufgearbeitet, Spreitzhofer habe mit einer Dichte an polarisierenden gesellschaftspolitischen Fragen ein rasantes Kammerspiel kreiert. Die bissige Gesellschaftssatire zeige trotz der Kritik an politisch überkorrekten Debatten eine klare Haltung und mache sich nicht auf Kosten Schwächerer lustig.
Kinobesucher
Mit insgesamt 40.658 Kinobesuchern lag der Film auf Platz 5 der österreichischen Produktionen des Kinojahres 2023.